# 매산초등학교 (강원)
매산초등학교는 대한민국 강원특별자치도 홍천군에 있는 공립 초등학교이다.

## 학교 연혁
- 1938년 12월 1일: 매산국민학교 개교

## 참고 자료
- 매산초등학교 - 한국교육학술정보원 학교알리미